# Saint-Maurice-d'Ibie
Saint-Maurice-d'Ibie è un comune francese di 210 abitanti situato nel dipartimento dell'Ardèche della regione dell'Alvernia-Rodano-Alpi.

## Società

### Evoluzione demografica
Abitanti censiti